# Zayd ibn al-Khattab
 (juin 2010).
Si vous disposez d'ouvrages ou d'articles de référence ou si vous connaissez des sites web de qualité traitant du thème abordé ici, merci de compléter l'article en donnant les références utiles à sa vérifiabilité et en les liant à la section « Notes et références ».
Zayd ibn al-Khattab (arabe : زيد بن الخطاب) était un compagnon de Mahomet, le prophète de l'islam, et le frère du second calife `Omar ibn al-Khattab qui avait beaucoup d'affection pour lui. Il embrassa l'islam avant ce dernier. Lors de la bataille d'Uhud `Omar le vit perdre son bouclier et préféra lui donner le sien car il craignait pour la vie de Zayd, mais ce dernier refusa, arguant qu'il cherchait le martyre comme lui.
Un jour, en présence d'un groupe de compagnons, Mahomet prédit l'apostasie de l'un des membres de ce même groupe, ce qui jeta l'effroi parmi eux. Lors de la bataille d'Al-Yamama en 632, il ne resta que deux personnes de ce groupe encore en vie : Ar-Rajjâl ibn 'Ufwa et Abu Hurayra qui lui, redouta longtemps d'être la personne dont Mahomet avait parlé mais il fut soulagé lorsque Ar-Rajjâl apostasia et devint un des partisans de Musaylima. En effet, Ar-Rajjâl vint un jour à Médine annoncer sa conversion à l'islam et prêta serment d'allégeance à Mahomet. Il n'y retournera qu'en 632, pendant le califat d'Abu Bakr as-Siddiq à qui il proposa de le déléguer pour établir un accord entre les musulmans et Musaylima. Mais, lorsqu'Ar-Rajjâl se rendit compte que l'armée ennemie était plus nombreuse, il apostasia, rejoignit le camp adverse et y obtint une place privilégiée. De plus, ses connaissances du Coran, dont il avait appris une partie, servit les intérêts de Musaylima. Les musulmans apprirent la nouvelle et jugèrent de tuer « le traître ». Zayd fut un des plus déterminés à cette tâche et sa réussite fut l'un des événements les plus importants de sa vie.
Le début de la bataille fut très défavorable aux musulmans. Khalid ibn al-Walid confia l'étendard à Zayd qui tenta de rassembler et motiver les troupes. Il monta sur une colline et leur pria de se battre vaillamment. Il se jeta ensuite sur ses ennemis tout en cherchant où était Ar-Rajjâl Ibn 'Ufwa. Lorsqu'il le trouva, il le suivit pas à pas sur le champ de bataille jusqu'à ce qu'il finisse par lui faire face et le tuer après lui avoir asséné plusieurs coups d'épées. Cet événement eut un fort impact sur les soldats de Musaylima. Le combat continua et Zayd, qui portait toujours l'étendard, trouva la mort malgré le glas dans les troupes de Musaylima.
Sa tombe se trouve au nord de Riyad en actuelle Arabie saoudite. La structure qui la recouvrait fut aplatie par Mohammed ibn `Abd al-Wahhab car il croyait qu'elle servait d'objet d'idolâtrie.